# Bynum (Texas)
Bynum város az USA Texas államában, Hill megyében. Lakosainak száma 171 fő (2020. április 1.).

## Népesség
A település népességének változása:
| Lakosok száma | 225  | 199  | 171  |
|               | 2000 | 2010 | 2020 |